# Kubuś Puchatek i Dzień Kłapouchego
Kubuś Puchatek i Dzień Kłapouchego (ang. Winnie the Pooh and a Day for Eeyore, 1983) – amerykański krótkometrażowy film animowany w reżyserii i produkcji Ricka Reinerta. Jest to ostatni film z czterech kinowych krótkometrażówek Walt Disney Productions o Kubusiu Puchatku: Kubuś Puchatek i miododajne drzewo, Wiatrodzień Kubusia Puchatka, Kubuś Puchatek i rozbrykany Tygrys. Scenariusz oparto na rozdziałach szóstych Kubusia Puchatka oraz Chatki Puchatka A.A. Milne’a. Na podstawie filmu powstały książki i słuchowiska wydane jako Urodziny Kłapouchego.
Wraz z poprzednim Kubuś poznaje pory roku to pierwsza disneyowska animacja, od czasów Merbabies (1938) Harman-Ising Productions z serii Silly Symphonies, tworzona przez niezależne studio animacji.

## Fabuła
Nad rzecznym mostkiem Kubuś Puchatek, Maleństwo, Królik i Prosiaczek grają w misie-patysie, nową grę wymyśloną przez Kubusia. Ku ich oczom na dnie rzeki ukazuje się dryfujący Kłapouchy. Przyjaciele próbują wydobyć osiołka z wody. Kubuś wymyśla plan polegający na wrzuceniu wielkiego głazu, po czym Kłapouchy wypływa na brzeg. Okazuje się, że Kłapouchy został zepchnięty do wody przez brykającego Tygrysa. Ten mówi, że tak naprawdę kasłał. Sprawę wyjaśnia narrator, który potwierdza wersję Kłapouchego. Tygrys stwierdza, że to był jedynie żart i stwierdzając, że nikt nie ma poczucia humoru odbrykuje obrażony.
Smutny Kłapouchy idzie do swego szałasu, gdyż nikt nie wie, że dzisiaj ma urodziny. Kiedy Kubuś się o tym dowiaduje, idzie do Prosiaczka. Przyjaciele muszą wymyślić prezent na urodziny, który później dadzą Kłapouchemu. Puchatek udaje się po poradę do Pana Sowy. Prezenty Kubusia i Prosiaczka po drodze nie są takie jak planowali, ale satysfakcjonują Kłapouchego. Zostaje urządzone przyjęcie urodzinowe, na które wprasza się niezaproszony Tygrys. Krzyś arbitralnie stwierdza, że Tygrys może być gościem, jak zagra ze wszystkimi w misie-patysie.
Kłapouchy, mimo grania po raz pierwszy, przoduje w grze, zaś Tygrys cały czas przegrywając mówi, że nie lubi misiów-patysiów. Kangurzyca z Maleństwem, pan Sowa i Królik wracają do siebie, bo zbliża się noc. Tygrys odchodzi smutny z powodu przegranej gry, ale Kłapouchy poprawia mu humor go dzieląc się swoim sekretem wygranej i wspólnie wracają do swoich domów. Prosiaczek i Krzyś uznają, że Tygrys jednak „jest w porządku”, a Puchatek stwierdza że „wszyscy są w porządku”.

## Obsada
- Hal Smith –
  - Kubuś Puchatek[a],
  - Pan Sowa
- Ralph Wright – Kłapouchy
- Paul Winchell[a] – Tygrys
- John Fiedler – Prosiaczek
- Will Ryan[b] – Królik
- Dick Billingsley[c] – Maleństwo
- Julie McWhirter[d] – Kangurzyca
- Kim Christianson[e] – Krzyś
- Laurie Main – Narrator

## Produkcja
Podobnie jak Kubuś poznaje pory roku film został w całości stworzony przez Rick Reinert Productions w ramach kontraktu Walt Disney Productions; była to trzecia i ostatnia animacja wykonana przez Rick Reinerta na zlecenie Disneya. Obsada głosowa była ta sama co w Kubuś poznaje pory roku, jednak Ralph Wright wrócił do roli Kłapouchego, którego grał w dwóch pierwszych krótkometrażówkach. Także w związku z udziałem Tygrysa z oryginalnej obsady powrócił również Paul Winchell.

## Premiera
Kubuś Puchatek i Dzień Kłapouchego miał premierę 25 marca 1983 roku jako krótkometrażowy dodatek do wznowionego w kinach Miecz w kamieniu (1963).
Film w Polsce został wydany w latach 80. XX wieku w wersji z lektorem, którym był Henryk Talar. Film w wersji z dubbingiem został wydany w 2011 roku na antenie Disney Junior jako skrócony odcinek Kubusiowych przygódek pt. „Kubusiowe patyczki”.